# Canal d'Entreroches
Le canal d'Entreroches est un canal inachevé et désaffecté. Il traverse le Mormont en Suisse entre Orny et Cossonay. Il devait faire partie d'un ensemble de canaux permettant de relier par voies navigables la mer du Nord et la mer Méditerranée par le plateau suisse.

## Histoire

### Origine du projet
En 1635, Élie Gouret, (1586 à Blain - 4 décembre 1656 à Épendes), gentilhomme huguenot établi aux Pays-Bas, présente aux autorités bernoises son projet de relier le lac de Neuchâtel au lac Léman par un canal reliant Yverdon à Morges. Ce canal avait un intérêt stratégique, car il contribuait à la réalisation d'une voie de navigation commerciale reliant le Rhin au Rhône. L'une des conditions était que le Rhône fût rendu navigable entre Genève et Lyon. Élie Gouret prévoyait de réaliser également ce tronçon en creusant un canal latéral au Rhône, partant de Bellegarde et aboutissant à Seyssel, pour franchir les pertes du Rhône.
Ce projet, qui permet de relier la mer du Nord à la Méditerranée, intéresse si vivement les Néerlandais qu'il fait l'objet d'une correspondance suivie de la part de Grotius, alors ambassadeur des Provinces-Unies à Paris, pour en tenir informé son gouvernement. Cette nouvelle voie navigable n'aurait en effet que des avantages pour le commerce néerlandais, évitant les risques d'intempéries et de piraterie inhérents aux voies maritimes. Cet itinéraire sûr entre les Pays-Bas et la Méditerranée passerait au travers de pays pour la plupart bienveillants, tels que les principautés allemandes, les cantons suisses et même une vallée du Rhône et un Midi de la France où abondent les réformés. En revanche, le projet n'enthousiasma jamais les habitants des régions traversées. La Société du Canal, créée par Élie Gouret, comporte toutefois 19 % de parts hollandaises, 10 % de parts françaises, 16 % de parts genevoises et 55 % de parts bernoises et vaudoises.
Le 10 février 1637, le gouvernement bernois autorise Élie Gouret à construire et à exploiter à perpétuité le canal d’Entreroches. La convention établie le 16 mars 1637 stipule entre autres que le péage serait de 11 florins par voiture pour les citoyens bernois et de 14 pour les autres.

### Travaux
Les travaux commencent en 1638 sous la conduite d'ingénieurs hollandais et, deux ans plus tard, le 12 avril 1640, le premier tronçon, entre Yverdon et Orny, utilisant le lit de la Thièle, est terminé. Le canal est conçu selon les normes de l'époque, soit 5,28 mètres (18 pieds) de largeur au niveau de l'eau, 2,93 mètres (10 pieds) au fond, avec une profondeur de 2,35 m (8 pieds). Huit écluses régulent ce bief de 17 km, récupérant une différence de niveau de 16 mètres,.
En 1648, le 2e tronçon Orny-Éclépens est à son tour inauguré. Il aura fallu huit ans pour réaliser ces 8,4 km et atteindre Cossonay par la cluse d'Entreroches. De nombreux éboulements dans ce secteur obligent les constructeurs à ériger de hauts murs de pierre. Cinq écluses permettent de franchir une dénivellation de 19 mètres,.
Il ne reste alors plus que 12,5 km pour atteindre Morges. Un canal latéral à la Venoge, rivière dont le cours changeant se prête mal à la navigation, a été prévu. Mais la différence de niveau entre Cossonay et Morges est de 59 mètres et exigerait la construction d'une quarantaine d'écluses. En 1664, le capital de la Société étant presque épuisé, on décide d'acheminer les marchandises par voie terrestre sur ce parcours plutôt que de s'endetter. Le canal ne sera jamais terminé.

### Exploitation
Pendant près de 190 ans, ce canal inachevé, d'une longueur de 25 km, est exploité avec un certain succès par ses investisseurs. Les barges de transport, de modèle hollandais, sont fabriquées à Thoune, puis à Yverdon. D'une longueur de 19 mètres et d'une largeur de 3,5 mètres, elles déplacent environ 25 tonnes chacune et sont halées par des chevaux, à partir des chemins de halage établis sur les berges. Les charges sont comptées en « voitures », selon la capacité d'un char de l'époque, soit un tonneau de 400 pots de Berne (668 litres) pour le vin, qui, avec le sel, était la principale marchandise transportée. Les vins vaudois sont acheminés vers la Suisse alémanique grâce au canal, rejoignant le lac de Neuchâtel, celui de Bienne, puis l’Aar. Dans les grandes années d'activité du canal, plus de 4 500 voitures transitent annuellement, principalement dans le sens sud-nord.
Sa vocation internationale initiale ne s'étant pas concrétisée, le canal dessert essentiellement un bassin commercial localisé en Suisse occidentale. Des rares marchandises de provenance plus lointaine s'y ajoutent parfois comme le sel de Salm. Le canal joue en fait un rôle très positif dans le développement économique vaudois à l'époque bernoise.

### Fin d'exploitation et destinées ultérieures
En 1829, un orage détruit un pont aqueduc et obstrue le canal, provoquant la fin de son exploitation.
Le besoin persistant d'une liaison commerciale entre le lac Léman et celui de Neuchâtel occasionne bientôt la construction d'une voie ferrée qui suit presque le même tracé. Il s'agit là de la première voie ferrée construite en territoire vaudois, dont le tunnel, percé dans le Mormont, est ouvert en 1854. La voie ferrée croise le canal désaffecté dans la cluse, et les déblais des deux tunnels viennent combler le lit du canal sur près de 600 mètres. Dans cette partie, celui-ci n'est donc plus visible, mais parfaitement conservé sous les remblais.
En 1872, le canton de Vaud rachète le canal d'Entreroches pour le faire servir au drainage de la plaine[réf. nécessaire].
Plusieurs fois, le projet de rénover et surtout de terminer le canal inachevé sera agité, mais jamais réalisé[réf. nécessaire].
Les parties visitables aujourd'hui dans la cluse ont été partiellement restaurées et sont présentées au long d'un parcours de randonnée pédestre qui mène à la Maison du canal (monument classé). Cet ancien logis du commis responsable du port et de l'écluse d'Entreroches était aussi une auberge, dont les bateliers formaient la fidèle clientèle[réf. nécessaire].

### Anecdotes
L'écrivain et homme d’État néerlandais Constantin Huygens, père du célèbre physicien Christian Huygens, a fait partie des investisseurs déçus par cette affaire, où il avait été entraîné par les conseils de David de Marlot, gentilhomme huguenot établi aux Pays-Bas et disposant de solides réseaux en Suisse romande.
L’expression « charger pour Soleure », ou encore « être sur Soleure », c'est-à-dire être ivre, a été attribuée aux Yverdonnois par allusion aux habitudes des bateliers du canal d'Entreroches d'abuser de leur droit de se désaltérer en chemin en prélevant leur portion sur les cargaisons de vin destinées à la clientèle bernoise. Mais Paul-Louis Pelet, auteur d'une étude approfondie sur le canal parue en 1946, signale que cette expression était déjà en usage du temps où les bateliers naviguaient sur l'Orbe, longtemps avant l'ouverture du canal d'Entreroches.

## Caractéristiques du projet

### Description du canal

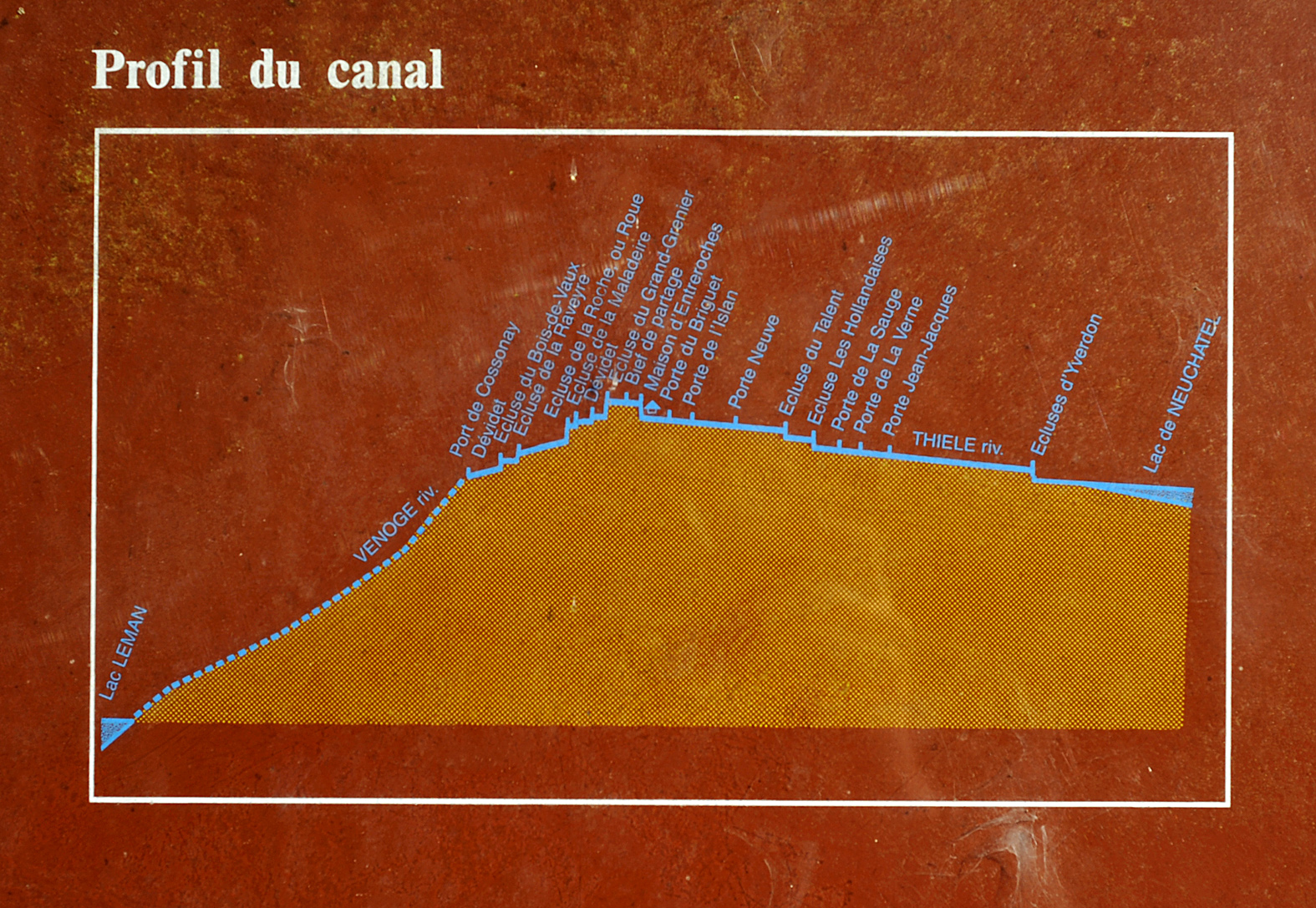
Panneau d'information indiquant le profil du canal entre le lac de Neuchâtel et le lac Léman.

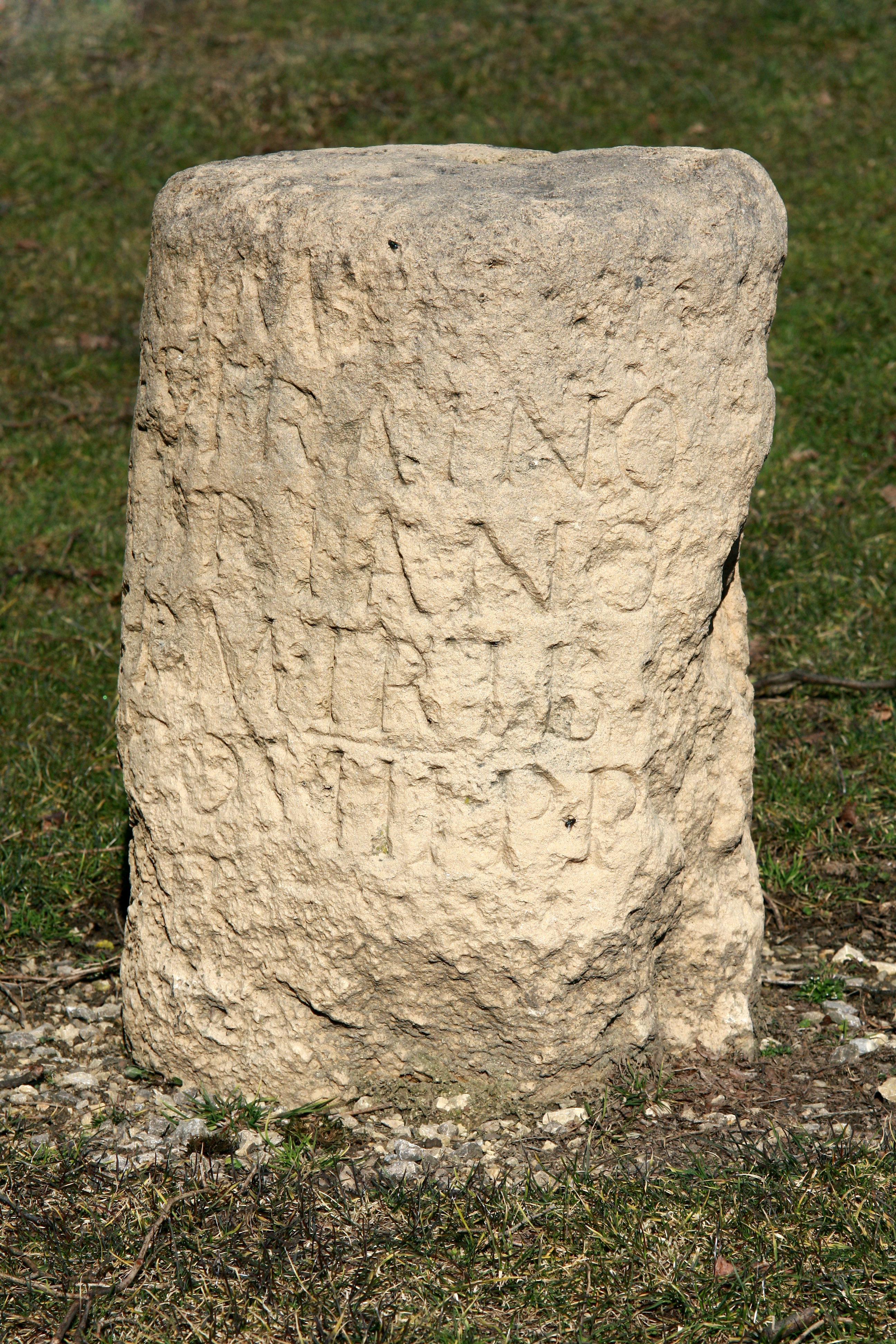
Moulage d'une borne marquant la voie romaine découverte lors de la construction du canal.

Le canal d'Entreroches part d'une altitude d'environ 450 m et s'étend sur 9 km pour une dénivellation de 14 m. D'une largeur de 5,3 m, il est construit en 7 tronçons séparés par des écluses dont les murs ont une largeur maximale de 7 m. Les parois du canal sont construites en pierre.
Le passage de la ligne de partage des eaux nécessite de maintenir un plan d'eau (bief de partage) à 450 m d'altitude, soit 16 m environ au-dessus du niveau des eaux du lac de Neuchâtel (env 434 m, avant la première correction des eaux du Jura). Dans ce but, un bief d'alimentation prélève l'eau de la Venoge aux Moulins d'Eclépens, à 2,5 km de là, pour l'amener dans la cluse.
Quatre ports (de simples élargissements du canal) étaient prévus, flanqués chacun d'une maison pour le gardien de l'écluse. De nos jours, seule celle située sur le territoire de la commune d'Orny, appelée simplement maison de l'éclusier, est encore visible. Elle est classée comme bien culturel suisse d'importance régionale.
Depuis Orny, de l'eau coule dans le canal d'Entreroches puis se déverse dans un autre canal, qui s'étend dans la plaine de l'Orbe en direction de Chavornay. Il passe au-dessus du Talent, puis entre Essert-Pittet et Orbe, au niveau de l'embranchement entre l'autoroute A9 et l'autoroute A1, le ruisseau de Sadaz y conflue. Jusqu'à ce point, ce canal a gardé le nom d'Entreroches, bien que ce tracé historique s'arrête formellement à Orny. À ce point, le canal prend le nom de canal Oriental jusqu'à sa confluence dans le lac de Neuchâtel.
Il est étonnant de savoir qu'une réalisation contemporaine du canal du Rhône au Rhin était toujours en projet au XXe siècle, à tel point qu'en construisant le pont de l’autoroute qui contourne Yverdon (entre Yverdon Sud et Ouest) en 1984, les piliers ont été plus espacés sur le secteur où ce canal moderne aurait pu passer.

### Difficulté de la traversée d'Entreroches
La traversée d'Entreroches emprunte les coupures géologiques naturelles sur un kilomètre de longueur. Elle a nécessité l'excavation partielle du remplissage quaternaire des ouvertures, et localement l'attaque du rocher. Mais la principale difficulté vient des terrains meubles (colluvions, éboulis), qui ont imposé la construction et l'entretien onéreux de murs de soutènement en pierre de taille de plusieurs mètres de hauteur de part et d'autre sur toute la longueur du passage. Ces ouvrages sont aujourd'hui encore les vestiges les plus visibles du canal, et sont classés monuments historiques sur le territoire de la commune d'Eclépens.

### Images

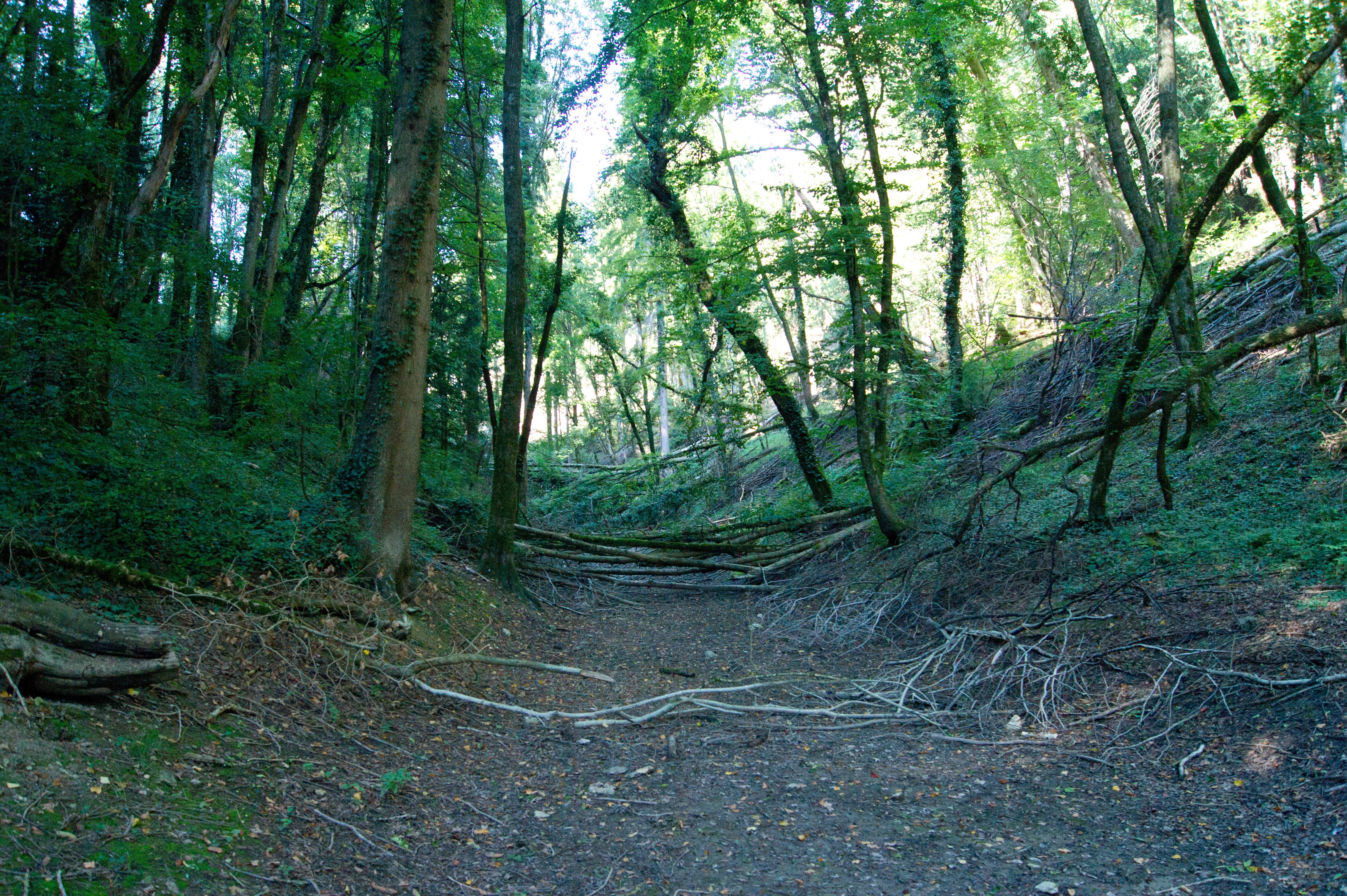
Vestiges du canal à Éclépens.
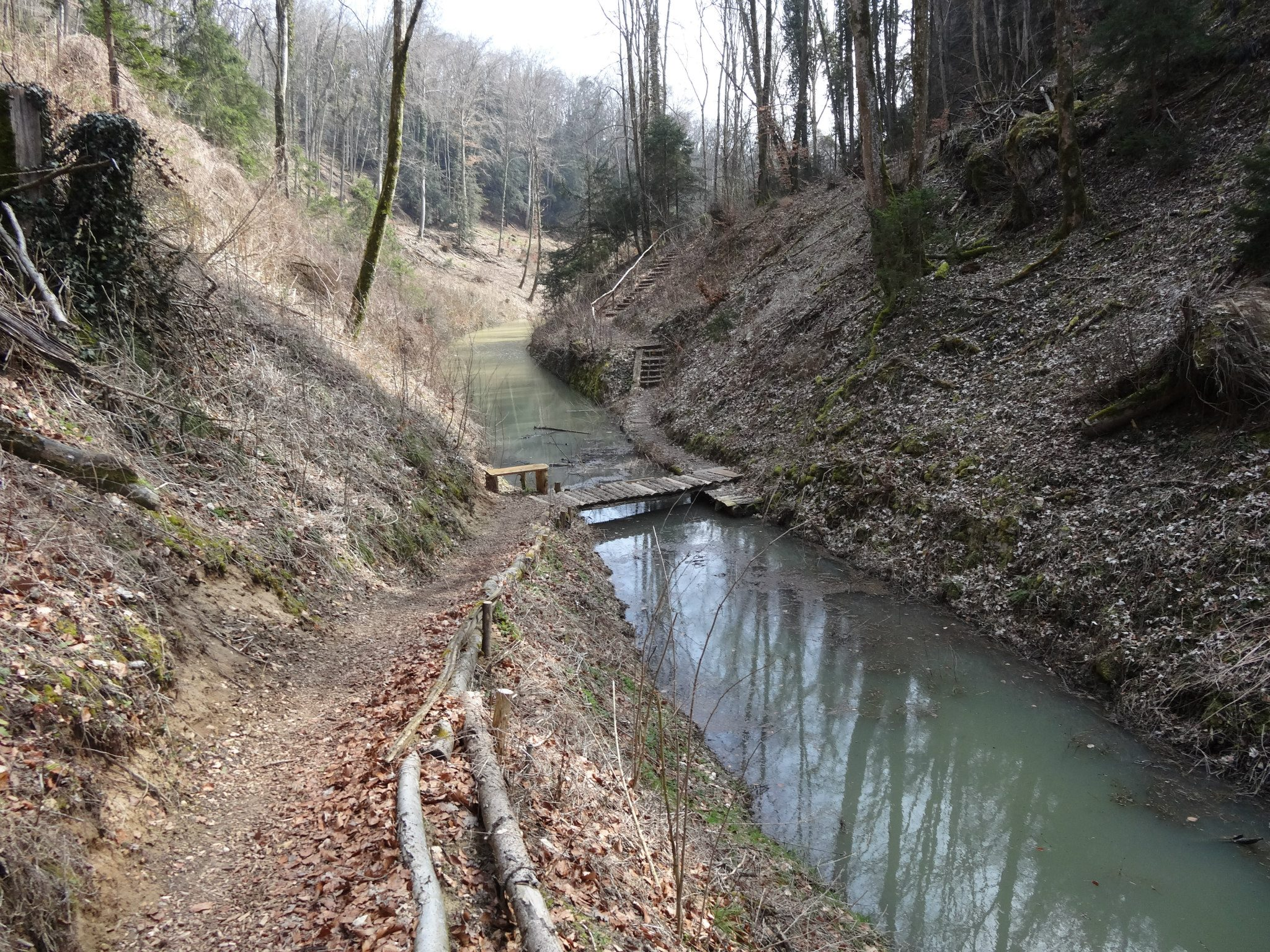
Canal d'Entreroches au Mormont (après de fortes pluies)